# 印度的非法住房

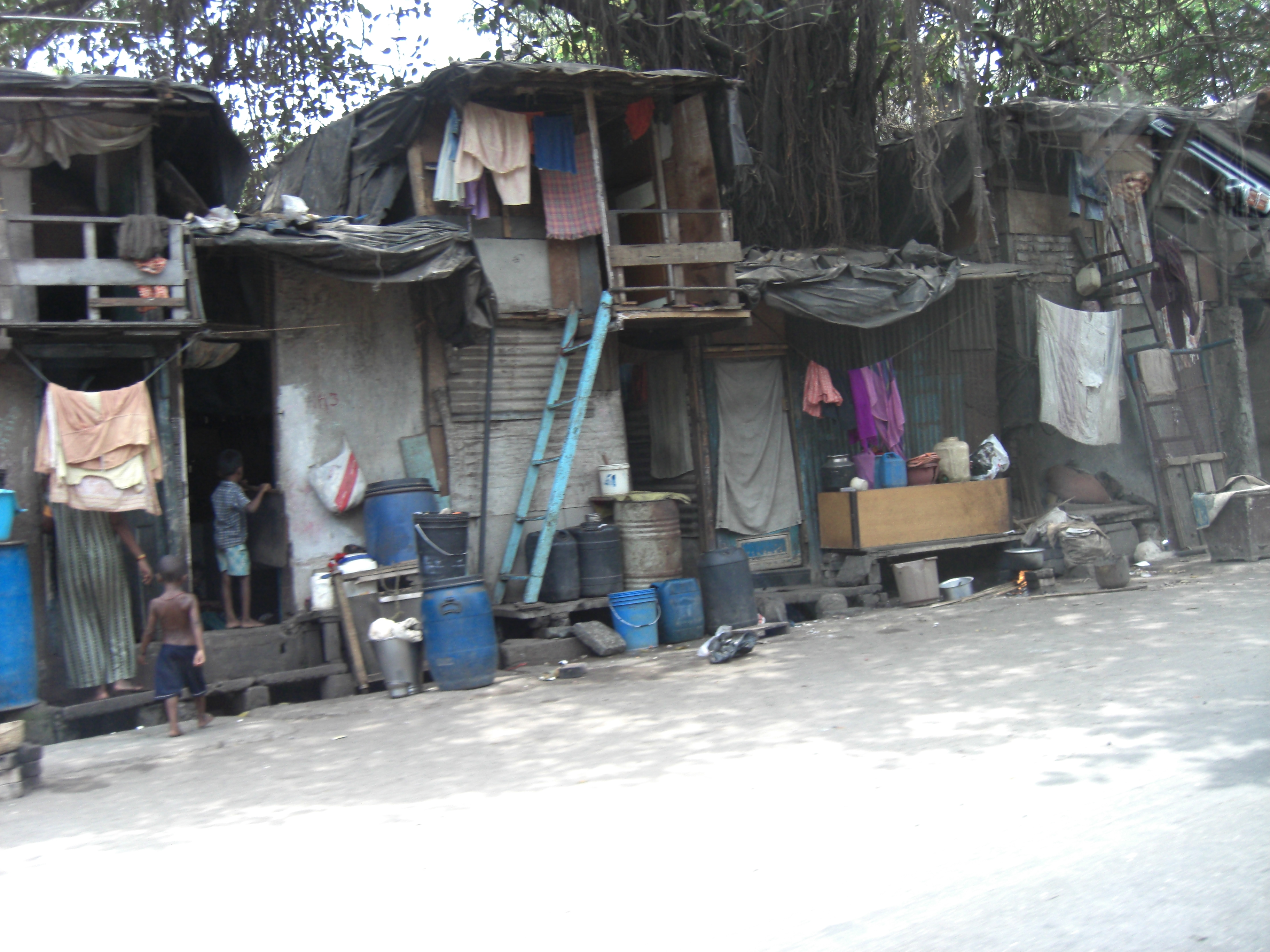
瓦达拉贫民窟。多年来，靠近铁轨的瓦达拉开始了贫民窟的开发，并开始形成一个大的聚居地。 2006年，州政府采取行动，清理了该地区的贫民窟。

印度的非法住宅包括建在居民不拥有土地上的棚屋或简陋小屋（即侵占土地）以及建造在开发商或建造者不拥有的土地上的非法建筑。尽管非法建筑可能提供一些基本服务（例如电力），但通常情况下，非法住宅无法提供健康、安全的生活环境所需的服务。使用不合格建筑材料和不规范建造方式建造的非法建筑可能会倒塌，导致居民死亡。一个近期的例子是2013年4月4日，位于大孟买地区穆姆布拉的希尔帕塔地区一栋八层建筑倒塌，造成72人死亡。遏制或减轻非法住宅问题的策略包括建造更多的公营住宅、改造安全的非法建筑、为棚屋或非法建筑的居民制定行动计划，以及加强对非法建筑或棚屋建设的监管。

## 定义

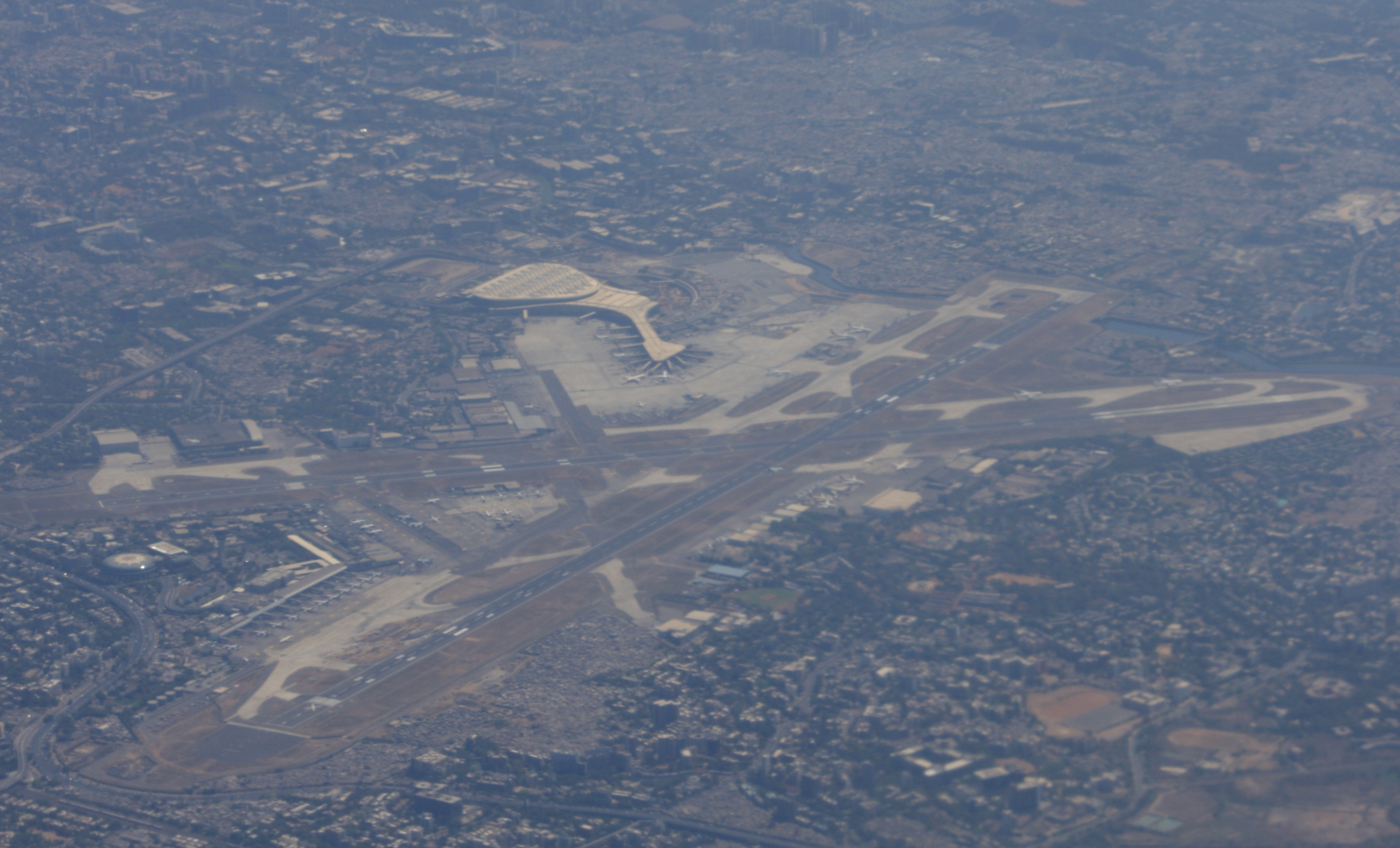
孟买/孟买机场周围贫民窟和棚屋的鸟瞰图

非法住宅是一种灰色经济活动，其表现为个人非法侵占财产，或为非法住宅支付费用。在这种情况下，几乎没有或完全没有公共服务或设施可用。在某些情况下，电力或水源可能通过非法途径获得。由于供水质量差以及缺乏下水道和垃圾处理服务，疾病问题十分普遍。为了确保能够继续居住在非法占用的地区，其居民通常会向腐败官员行贿，而腐败一直是印度的长期问题。通常，与市政部门、警察和地方代表的关系由第三方安排，这些第三方有利益确保非法住宅不会被拆除。由于非法财产不被征税，因此没有收入来源来支付居民所需的健康或其他市政服务。

## 历史与背景

#### 法律环境
政府与私营部门基础设施顾问维纳亚克·查特吉 (Vinayak Chatterjee) 指出，自20世纪50年代开始实施的无效土地改革和租金管制政策，以及20世纪70年代的建筑高度和土地上限限制，已经“单方面多次加剧了印度的过度拥挤和城市空间短缺”。到20世纪80年代，印度的可负担住房比例是全球最低的。

《想象中的印度：焕然一新的国家理念》书的作者南丹·尼勒卡尼 (Nandan Nilekani)评论道：
“在20世纪70年代出台的一系列看似出于善意却适得其反的法律，为城市的利益集团提供了极大的便利。租金管制法和城市土地上限法的影响，按照最佳社会传统，恰好与其初衷相反。租金法通过规定最短租赁期和严格的驱逐限制，基本上让租客有恃无恐，占据房屋不还；而土地上限法则将大量土地转入了非法市场。”
印度房地产开发市场可能表现出垄断或寡头垄断的趋势。自20世纪90年代以来，孟买所有可用的私人土地都被少数开发机构所控制，这些机构在土地价格高时以小批量释放土地。自 1957 年《德里发展法案》以来，德里发展局(DDA) 等政府机构一直控制着德里房地产市场，该法案禁止私人开发商进入市场。 2005年启动的“贾瓦哈拉尔·尼赫鲁国家城市更新使命”（Jawaharlal Nehru National Urban Renewal Mission）包含了多个改革举措，但由于执行不力，成效有限。通过改善公平有效的监管、加强私营部门的参与以及允许使用私人资本，可以取得更大的成功。通过协调或委派原由州政府执行的职能，以及对市政府官员进行培训，使其成为更高效的城市管理者，也能为更有效的城市更新项目创造条件。进入21世纪初，城市服务（包括住房）的恶化导致了“非正式、非国家解决方案”的出现，例如当地社区通过收费为贫民窟提供公用服务的尝试。

#### 人口增长与可负担住房的不足
据住房和城乡扶贫部报告，截至2013年，约有1900万家庭没有经济适用房。住房的缺乏加上人口的高速增长，导致大量人群居住在低成本的非法建筑中，或者在非法土地上搭建简陋的棚屋或茅屋。例如，许多人迁往大孟买地区寻找工作，由于缺乏可负担住房，成千上万人只能居住在贫民窟或露宿街头。结果是孟买大都会区内的非法住房比例不断上升。据报道，截至 2010 年，仅塔那区就有 50 万栋违章建筑。在土地开发项目中，非法土地上的棚屋或茅屋群会进一步增加复杂性。在制定计划和采取行动以清除或重新安置这些非法占用者之前，相关项目往往会陷入停滞。

## 非法住房

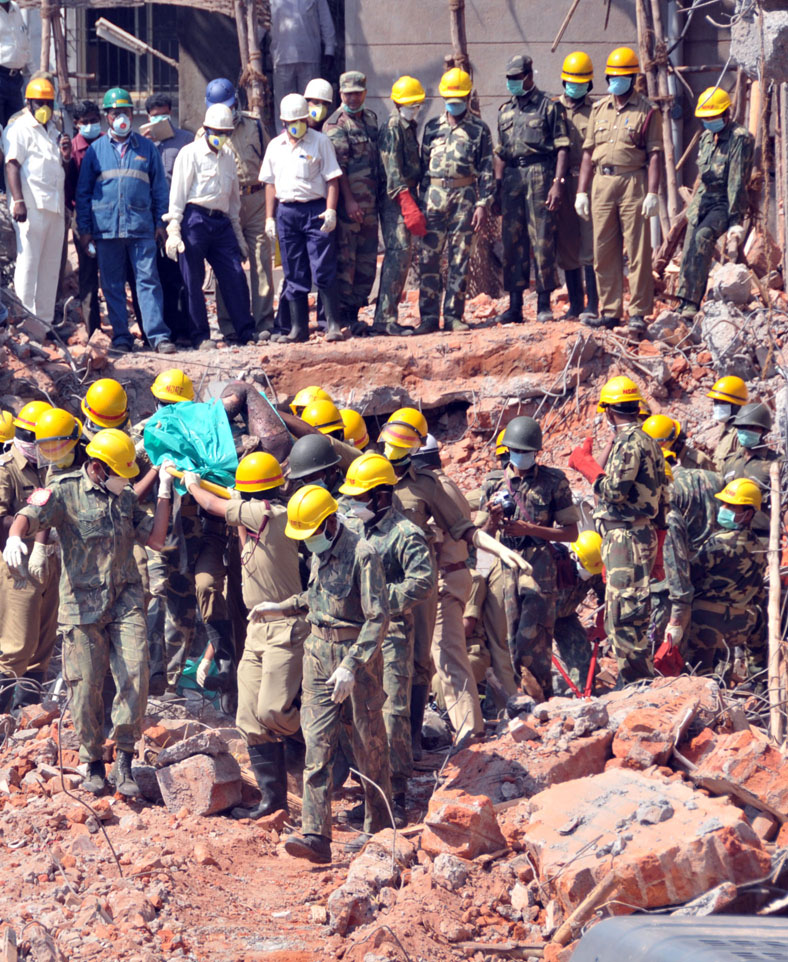
2010 年 1 月 26 日，卡纳塔克邦贝拉里一座非法建筑倒塌，造成 23 具尸体。

### 违章建筑
为了满足人们搬到新德里、孟买等大城市工作的需求，由于缺乏经济适用房，出现了许多非法建筑。建筑物通常可以快速创建。一些建筑商既不遵守适当的建筑实践和法律，也不执行适当的安全措施。在这些情况下，劣质的建筑材料也是罪魁祸首。孟买地区估计已建造了数百座非法建筑。 BBC 记者萨米尔·哈希米（Sameer Hashmi）报道称，活动人士“声称无良建筑商经常向当局支付巨额贿赂，而当局却对这些非法建筑视而不见，也不对建筑商采取任何行动。” 为了满足人们搬到新德里、孟买等大城市工作的需求，由于缺乏经济适用房，出现了许多非法建筑。建筑物通常可以快速创建。一些建筑商既不遵守适当的建筑实践和法律，也不执行适当的安全措施。在这些情况下，劣质的建筑材料也是罪魁祸首。  孟买地区估计已建造了数百座非法建筑。 BBC 记者萨米尔·哈希米（Sameer Hashmi）报道称，活动人士“声称无良建筑商经常向当局支付巨额贿赂，而当局却对这些非法建筑视而不见，也不对建筑商采取任何行动。”

#### 建筑物倒塌
2013 年塔恩大楼倒塌导致 72 人死亡后，CNN 报道称，警方已“针对该建筑的建造者登记了一起过失杀人案”。 2010年11月，新德里一栋公寓楼倒塌，造成至少67人死亡。

### 非法小屋或棚屋
在非法土地上建造的小屋或棚屋有时是用砖和混凝土建造的，但通常是用纸板、锡和塑料建造的。小屋社区或贫民窟可能由贫民窟领主管理，他们可能可以获得水，但很少有下水道设施。 “贫民窟”一词并不在所有情况下都意味着该社区是非法社区；一些贫民窟是合法的住房社区。 截至2009年，约有1.7亿人生活在贫民窟。孟买约 66% 的居民居住在棚户区，其中包括该市约 40% 的警察。孟买最大的黑手党组织D-Company租赁了他们通过侵占获得的公共土地。

## 政治动态
针对非法住房的行动和反应涉及从权利到驱逐的各个方面。1991 年，AR 安图莱政府实施了一项名为“驱逐行动”的项目，数千名来自马哈拉施特拉邦贫民窟的人被从自己的家园运到了很远的地方。在过去的十年里，中央邦首席部长阿琼·辛格(Arjun Singh)向非法社区发放了称为“土地证”的土地权。国际贫民窟居民是一项针对城市贫民的全球运动。 SDI 旨在确保其成员的需求得到整合，而不是被城市管理部门边缘化。现任主席是希拉·帕特尔 。

## 策略
遏制和管理非法建筑的策略包括：

###### 经济适用房
- 建设经济适用房，或许会复制孟买使用的集群开发模式[20]

###### 识别非法建筑并采取行动
- 加强警力遏制违法建筑[20]
- 建立呼叫中心来处理投诉并跟踪所采取的行动[21]
- 利用遥感技术识别违法建筑[21]

###### 发展计划
- 重建现有结构完好的违章建筑[20]
- 针对非法、危险建筑的棕地城镇规划[20]